# MEAN (software bundle)

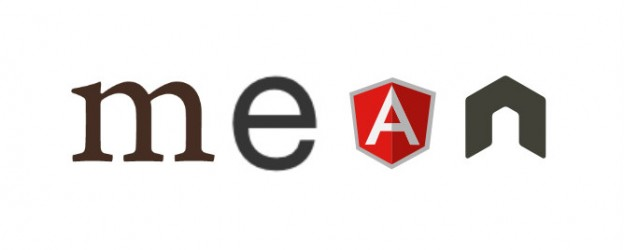
Logo comune utilizzato per rappresentare gli stack MEAN.

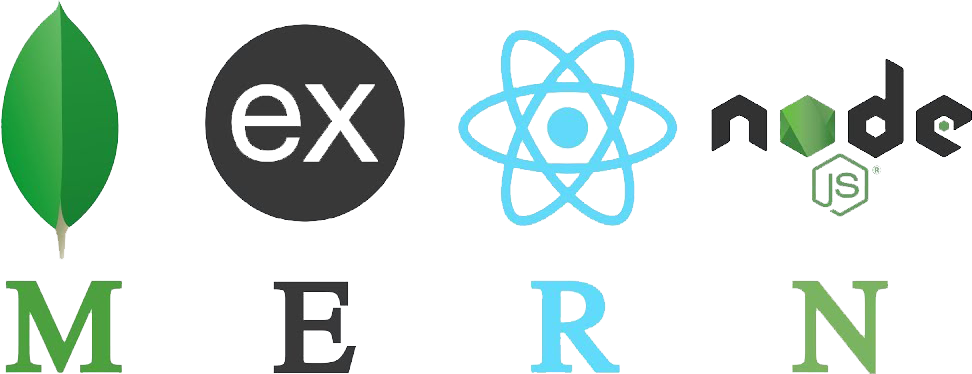
Logo comune utilizzato per rappresentare gli stack MERN.

MEAN (acronimo per MongoDB, Express.js, AngularJS (o Angular ) e Node.js )  indica una piattaforma software per lo sviluppo di applicazioni web. Esistono altre varianti dello stack,  ad esempio MERN che utilizza la libreria React.js per il frontend, e un'altra chiamata MEVN che usa Vue.js. Tutti i componenti possono essere scritti in un solo linguaggio, dal momento che sono tutti scritti in JavaScript.
Sebbene spesso paragonati direttamente ad altri stack di sviluppo web popolari come lo stack LAMP, i componenti dello stack MEAN sono di livello superiore e includono un livello di presentazione dell'applicazione web e non includono un livello del sistema operativo.

## Componenti software
I componenti principali consistono in:
- MongoDB: un database NoSQL che utilizza un orientamento ai documenti
- Express.js: un framework backend per Node.js.
- Angular (o altri): un framework frontend open source per lo sviluppo di Single-page application.
- Node.js: un runtime system open source multipiattaforma orientato agli eventi per l'esecuzione di codice JavaScript.